# Ice Cube
O'Shea Jackson (Los Angeles, 15 juni 1969), beter bekend onder de artiestennaam Ice Cube, is een Amerikaanse rapper en acteur. Hij brak door als lid van N.W.A. Hij is vooral bekend vanwege zijn politieke, sociale en controversiële teksten en wordt gezien als de aartsvader van de gangstarap. Ice Cube heeft zijn teksten bijna altijd zelf of met anderen geschreven en zegt nooit te liegen op een nummer. Hij groeide op in South Central Los Angeles en stopt zijn geld in de getto om de buurt te verbeteren. Ice Cubes negende album I Am the West kwam in september 2010 uit. Op dit album zijn ook zijn twee zoons te horen. In 2017 kreeg hij een ster op de Hollywood Walk of Fame.

## Biografie

### Jonge jaren
Ice Cube groeide op in het gewelddadige South Central Los Angeles. Hij kreeg te maken met relatieve armoede en - naar eigen zeggen - corrupte politie. Hij werd door zijn moeder uit het huis gezet toen hij slechts 15 jaar oud was omdat hij geen baan had. Hij probeerde zijn geld rappend te verdienen maar leefde voornamelijk van het geld dat hij verdiende met een baantje bij McDonald's.

### C.I.A.
In 1984 richtte hij samen met zijn maat Sir Jinx C.I.A. op. Sir Jinx zorgde voor de muziek terwijl Cube rapte. Hij trad voornamelijk op op houseparty's gegeven door Dr. Dre van de World Class Wreckin' Cru. In 1985 introduceerde Dr. Dre hem aan Eazy-E, op dat moment geldleverancier van een rapgroep H.B.O. Drugsdealer Eazy-E paste het nummer Boyz-N-The-Hood van Ice Cube aan en rapte het zelf. Samen met Dr. Dre en DJ Yella startten Cube en Eazy met een nieuwe groep: N.W.A. In 1986 kwam nog een C.I.A.-ep uit getiteld My Posse. Sir Jinx verdween uit beeld tot 1990.

### N.W.A
In 1986 ontstond N.W.A. Een groep bestaande uit Dr. Dre, Eazy-E, DJ Yella, MC Ren en Ice Cube. In 1987 kwam N.W.A met de eerste release N.W.A. and the Posse. De plaat werd in 1989 heruitgebracht op cd. De plaat was een combinatie van een aantal nummers van N.W.A en nummers van Eazy-E's vorige groep H.B.O.
N.W.A waren de eersten om te beginnen met Gangstarap, een muziekstijl met raps over het gewelddadige leven dat er, dankzij armoede en corrupte politie, in het ghetto was (en nog steeds is).
Het echte succes kwam in 1988 met het viervoudigplatina-album Straight Outta Compton. De plaat werd in 1989 heruitgebracht op cd. Met het nummer Fuck tha Police (alleen op de expliciete versie) erop werd het zwaar bekritiseerd door onder andere de FBI, die meende dat het album opriep tot geweld. N.W.A zei hierop dat ze slechts een muziekdocumentaire over de feiten hadden gemaakt. Het nummer Fuck tha Police was een protest tegen politiegeweld. Het kwam uit drie jaar voor de Rodney King-rellen. Het was van opzet een rechtszaak tegen de politie waar Ice Cube MC Ren en Eazy-E als getuige worden gehoord. Ice Cube zijn tekst sprak erg aan bij arme mensen in het ghetto die het herkenden. Ice Cube rapte de beroemde regels: Fuck tha police coming straight from the underground / A young nigga got it bad cause I'm brown / And not the other colour so police think / They have the authority to kill a minority en Searching my car looking for the product / Thinking every nigga is selling narcotics.
Toen N.W.A het nummer opvoerde tijdens een concert in Detroit werden schoten gehoord. De groep vertrok, maar rende backstage tegen een rij agenten aan, die ze op de grond gooiden, ze handboeien om deden en wegsleepten. De 'schoten' bleken in werkelijkheid 'cherry bombs', een soort vuurwerk. Achteraf blijkt dit een geromantiseerd en dramatisch rebellieverhaal te zijn dat een voorbode was van dit tijdperk van protesten tegen politiegeweld, maar de manier waarop het wordt verteld in de biopic van de groep uit 2015 Straight Outta Compton is niet helemaal waar. N.W.A.'s DJ Yella, die op dat moment op het podium stond: "We zijn niet gearresteerd. Al die commotie en we kregen uiteindelijk een boete van $ 100 of zoiets." De politiecommandant zei later in een verklaring: "We wilden gewoon onze kinderen laten zien dat je geen Fuck Tha Police in Detroit kunt zeggen".
In 1989 kreeg Ice Cube ruzie met N.W.A's manager Jerry Heller over betalingen. Hij verliet N.W.A en nam Pat Charbonet als manager aan. Eenmaal vertrokken bij N.W.A begon Ice Cube een studie te volgen voor het geval hij het niet zou maken met rap. Hij studeerde architectuur met het geld dat hij bij Ruthless Records verdiende.

### Solocarrière begin jaren 90
Ice Cube had in 1989 N.W.A verlaten en werkte aan zijn eerste soloalbum. De beats vond hij bij Public Enemy's productieteam The Bomb Squad. Zijn eerste soloalbum AmeriKKKa's Most Wanted kwam begin jaren negentig uit. Ice Cube vermeed elke verwijzing naar zijn ruzie met N.W.A omdat hij dat niet op zijn eerste soloalbum wilde. AmeriKKKa's Most Wanted bevatte nummers als The Nigga Ya'll Love to Hate met het refrein waarin mensen de tekst Fuck You Ice Cube roepen, Turn Off the Radio waarop hij uithaalt naar de radio die geen gangstarap draait. De plaat introduceerde zijn nieuwe protegé, de vrouwelijke rapper Yo-Yo. Het album was een succes, en droeg bij aan de groeiende stroom van de populariteit van rap in de reguliere samenleving. Op het einde van 1990 kwam de ep Kill at Will uit, bestaande uit zeven nummers. Onder andere een langere versie van Get off My Dick and Tell Yo Bitch to Come Here waarin hij mannelijke groupies beschrijft die hem op de hielen zitten. Ice Cube komt op Kill at Will met onder andere het nummer "Dead Homies", waarin hij rapt over al zijn maten die worden neergeschoten in zijn buurt. Ook komt hij met het nummer "The Product" over zijn leven en dat het voor een zwarte man uit de getto vrijwel onmogelijk is om iets van zijn leven te maken. In 1991 speelt Ice Cube in John Singletons film Boyz n the Hood, een film over het zware leven in South Central Los Angeles. De titel refereert aan het eerste nummer dat Ice Cube ooit schreef.
In 1991 kwam Ice Cube met Death Certificate, een zeer politiek georiënteerd album met protesten tegen armoede en het geweld van corrupte politieagenten in de getto. Vlak voor Death Certificate was N.W.A (dan zonder Ice Cube uiteraard) met het album Efil4zaggin gekomen, waarop ze Ice Cube als Benedict Arnold (Amerikaanse verrader) neerzetten, en hierop reageerde Cube met het nummer "No Vaseline", dat uitgroeide tot een iconische 'diss-track'. Hierop refereerde hij aan N.W.A's manager Jerry Heller als jood (But you can't be the nigga 4 life crew, with a white Jew telling you what to do). De media ging niet in op zijn nummers over armoede en geweld, maar probeerde hem vanwege deze zin als antisemitisch neer te zetten. Zonder zijn woorden te verdedigen zeiden de N.W.A-leden op hun album Efil4zaggin vrijwel iedere minuut dat ze de "Niggaz 4 life" waren en merkte Ice Cube dus gewoon de vreemde combinatie met een joodse manager op. Tegen die tijd kwam ook het album van Da Lench Mob Guerrilla's in tha Mist uit. Da Lench Mob was een groep van Ice Cube-protegees. Ice Cube produceerde dat album en is ook veel te horen achter de microfoon.
In 1991 werd op camera vastgelegd hoe blanke politieagenten een schijnbaar onschuldige Afro-Amerikaan in elkaar sloegen, de Rodney King-video. Toen de politieagenten vervolgens werden vrijgesproken door een uitsluitend blanke jury, ontbrandde Los Angeles, de Rodney King-rellen. Ice Cube, die in het verleden al meerdere malen had geprotesteerd tegen het politiegeweld, verwees op zijn album The Predator ook veel naar het "niet schuldig"-vonnis. Het album was zo controversieel dat de Californische autoriteiten het verboden. Het kwam dan ook niet uit tot het einde van 1992 toen de rellen weer wat waren afgezwakt. In 1993 verscheen Ice Cube op 2Pacs album Strictly 4 My N.I.G.G.A.Z. in het nummer "Last Wordz", samen met Ice-T. In 1993 kwam Lethal Injection uit. Lethal Injection is iets minder politiek georiënteerd dan zijn vorige, een koers die Ice Cube het volgende decennium zou blijven volgen. In 1994 kwam Cube nog met Bootlegs & B-Sides, een compilatie van remixen van een aantal Ice Cube-singles, en B-kanten van singles. In hetzelfde jaar had Ice Cube zich herenigd met oud-N.W.A-lid Dr. Dre, in hun duet "Natural Born Killaz". Ice Cube richtte samen met WC en Mack 10 de groep Westside Connection op. In 1996 brachten ze het album Bow Down uit. Het ging echter vooral over de toen heersende oostkust-westkust-rivaliteit. De sociale en politieke kritiek, daarvoor kenmerkend voor alle drie de rappers, ontbrak. Het volgende Westside Connection-album, Terrorist Threats, zou pas in 2003 uitkomen, waarna de groep uit elkaar ging vanwege onenigheid met Mack 10. In 1997 kwam Ice Cube met Featuring Ice Cube, een compilatie van nummers met Ice Cube erop van albums van andere artiesten.

### Solocarrière rond de eeuwwisseling
In 1998 kwam Ice Cube pas na vijf jaar weer met een soloalbum, War & Peace (Volume 1 The War Disc). Cube laat nog wel op verschillende nummers zijn politieke kant zien, maar het album is minder politiek georiënteerd dan zijn albums van begin jaren negentig. In 2000 volgde War & Peace (Volume 2 The Peace Disc). Het is Cubes eerste album ooit dat niet platina werd maar goud. Dit kwam door concurrentie van Dr. Dres 2001 en slechte promotie. Het bevat het nummer "Hello", een reünie met Ice Cubes vroegere N.W.A-makkers, Dr. Dre en MC Ren. Hij deed datzelfde jaar ook mee aan de Up In Smoke Tour, samen met Dr. Dre, Snoop Dogg en Eminem. Aan het einde van 2001 bracht Ice Cube zijn Greatest Hits-album uit. Op dit album stonden twee exclusieve nummers, "$100 Bill Y'all" en "In the Late Night Hour". Er is ook een speciale versie van met een dvd met muziekvideo's. In 2003 kwam het laatste Westside Connection-album uit, Terrorist Threats. "Gangsta Nation" met Nate Dogg was de enige single van het album. Vlak na dit album kreeg Ice Cube ruzie met Mack 10 en brak de Connection op.

### Solocarrière recente jaren
In 2006 keerde Cube na zes jaar weer terug met een solo-album, Laugh Now, Cry Later. Ice Cube was op dit album weer zo politiek en sociaal als hij begin jaren negentig was, maar wel met een meer volwassen toon. Ice Cube presenteert zich als de grote wijze vader van de gangstarap, al 22 jaar in het vak, van het eerste begin van de gangstarap-stijl, die hij immers zelf startte. In 2007 bracht Cube In the Movies uit, een compilatie van alle nummers die hij voor soundtracks van zijn films heeft gemaakt. In augustus 2008 verscheen Raw Footage. Ice Cube zei dat dit een nog sterker politiek georiënteerd album dan zijn vorige was. Op 28 september 2010 kwam Ice Cubes album I Am the West uit. Met die naam doelde Ice Cube erop dat hij een van de belangrijkste rappers van de West Coast is. Het album zou oorspronkelijk uitkomen in juli, maar door omstandigheden met omgaande papierwerk en marketing kwam de cd in september uit. Van I Am the West werden in de eerste week 22.000 exemplaren verkocht en op 7 november werd de 44.000 bereikt. Het album ontving redelijk positieve recensies. In december 2018 bracht Ice Cube zijn tiende album Everythang's Corrupt uit.

### Mount Westmore
In 2020 werd de supergroep Mount Westmore opgericht, Met leden zoals Snoop Dogg, Too Short, E-40 en zichzelf. Vanaf 2020 hebben ze ook elk jaar een single uitgebracht, en daarna in 2022 het album “Snoop Cube 40 $hort”.

## Discografie
| Albumnaam                             | Releasedatum      | Singles                                                                                             |
| ------------------------------------- | ----------------- | --------------------------------------------------------------------------------------------------- |
| Met N.W.A                             |                   | |
| N.W.A. and the Posse                  | 6 november 1987   | Boyz-n-the-Hood Scream Panic Zone                                                                   |
| Straight Outta Compton (album)        | Augustus 1988     | Straight Outta Compton Express Yourself                                                             |
| Met Da Lench Mob                      |                   | |
| Guerillas In The Mist                 | 1992              | |
| Planet of tha Apes                    | 1993              | |
| Met Westside Connection               |                   | |
| Bow Down                              | 1996              | Bow Down                                                                                            |
| Terrorist Threats                     | 2003              | Gangsta Nation                                                                                      |
| Met Mount Westmore                    |                   | |
| Snoop, Cube, 40, $hort                | 2020-2023         | Step Child Locked in (Big 3 Promo) Big Subwoofer Too Big                                            |
| Solo-albums                           |                   | |
| AmeriKKKa's Most Wanted               | 16 mei 1990       | AmeriKKKa's Most Wanted Endangered Species (Tales from the Darkside) Who's the Mack?                |
| Kill at Will (ep)                     | December 1990     | Dead Homies                                                                                         |
| Death Certificate                     | 29 oktober 1991   | Steady Mobbin' True to the Game                                                                     |
| The Predator                          | 17 november 1992  | Wicked It Was a Good Day Check Yo Self                                                              |
| Lethal Injection                      | 7 december 1993   | Really Doe You Know How We Do It Bop Gun (One Nation) (met George Clinton) What Can I Do?           |
| War & Peace (Volume 1 The War Disc)   | 17 november 1998  | Pushin' Weight Fuck Dying (met Korn)                                                                |
| War & Peace (Volume 2 The Peace Disc) | 21 maart 2000     | Hello (met MC Ren & Dr. Dre) Until We Rich (met Krayzie Bone) You Can Do It (met Mack 10 & Ms. Toi) |
| Laugh Now, Cry Later                  | 6 juni 2006       | Why We Thugs Go to Church (met Snoop Dogg & Lil' Jon) Chrome & Paint                                |
| Raw Footage                           | 19 augustus 2008  | Gangstarap Made Me Do It Do Ya Thang                                                                |
| I Am the West                         | 28 september 2010 | I Rep That West Drink The Kool-Aid Too West Coast (met WC en Young Maylay)                          |
| Everythang's Corrupt                  | 7 december 2018   | Everythang's Corrupt Arrest the President That New Funkadelic                                       |
| Solo-compilaties                      |                   | |
| Bootlegs & B-Sides                    | 22 november 1994  | |
| Featuring Ice Cube                    | 16 december 1997  | |
| Greatest Hits                         | 4 december 2001   | $100 Bill Y'all                                                                                     |
| In the Movies                         | 4 september 2007  | |

### Dvd's
| Dvd's met hitnoteringen in de Nederlandse Music Top 30 | Datum van verschijnen | Datum van binnenkomst | Hoogste positie | Aantal weken | Opmerkingen                                                   |
| ------------------------------------------------------ | --------------------- | --------------------- | --------------- | ------------ | ------------------------------------------------------------- |
| Up in the smoke tour                                   | 2001                  | 17-02-2001            | 1(3wk)          | 4            | met Dr. Dre, Eminem, Xzibit, Warren G, Nate Dogg & Snoop Dogg |

## Filmografie
- Boyz n the Hood (1991) als "Doughboy" Darin
- Trespass (1992) als Savon
- CB4 (1993) als zichzelf
- The Glass Shield (1995) als Teddy Woods
- Higher Learning (1995) als Fudge
- Friday (1995) als Craig Jones
- Dangerous Ground (1997) als Vusi Madlazi
- Anaconda (1997) als Danny Rich
- The Players Club (1998) als Reggie
- I Got the Hook Up (1998) als Gun Runner
- Three Kings (1999) als SSgt. Chief Elgin
- Thicker Than Water (1999) als Slink
- Next Friday (2000) als Craig
- Ghosts of Mars (2001) als James 'Desolation' Williams
- All About the Benjamins (2002) als Bookum
- Barbershop (2002) als Calvin Palmer
- Friday After Next (2002) als Craig
- Torque (2004) als Trey
- Barbershop 2: Back in Business (2004) als Calvin
- Are We There Yet? (2005) als Nick Persons
- XXX: State of the Union (2005) als Darius Stone
- Are We Done Yet? (2007) als Nick Persons
- First Sunday (2008) als Durrel Washington
- The Longshots (2008) als Curtis Plummer
- Janky Promoters (2009) als Russel Reds
- Lottery Ticket (2010) als Mr. Washington
- Call of Duty: Black Ops (2010) als Joseph Bowman (videogame) (stem)
- New Year's Film (2011) als politieagent
- 21 Jump Street (2012) als Captain Dickson
- Ride Along (2014) als Detective James
- 22 Jump Street (2014) als Captain Dickson
- The Book of Life (2014) als Candle Maker
- Straight Outta Compton (2015) (producer)
- Ride Along 2 (2016) als James Payton
- Barbershop: The Next Cut (2016) als Calvin Palmer
- xXx: Return of Xander Cage (2017) als Darius Stone
- Fist Fight (2017) als Ron Strickland
- Teenage Mutant Ninja Turtles: Mutant Mayhem (2023) als Superfly (stem)